# 圣旺 (索姆省)
圣旺（法語：Saint-Ouen，法語發音：[sɛ̃.t‿wɛ̃] ⓘ）是法国上法兰西大区索姆省的一个市镇，位于该省中部偏西，属于亚眠区。

## 地理
圣旺（50°2'13"N, 2°7'19"E）面积4.35 平方千米，位于法国上法蘭西大區索姆省，该省份为法国北部沿海省份，北起加来海峡省和北部省，西接滨海塞纳省和大西洋英吉利海峡，南至瓦兹省，东临埃纳省。
与圣旺接壤的市镇（或旧市镇、城区）包括：贝尔托库尔莱达姆、贝当库尔圣旺、弗利克斯库尔、圣莱热莱多马尔、维尼亚库尔、维尔勒马尔克莱。

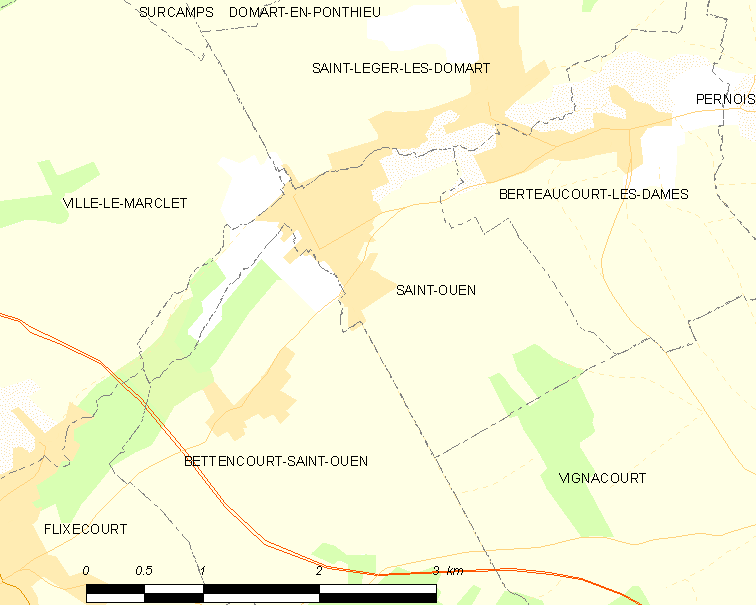
的OSM定位图

圣旺的时区为UTC+01:00、UTC+02:00（夏令时）。

## 行政
圣旺的邮政编码为80610，INSEE市镇编码为80711。

## 政治
圣旺所属的省级选区为弗利克斯库尔县。

## 人口

1962-2008年间人口变化图示

圣旺于2022年1月1日时的人口数量为1775人。